# Agnese di Francia (1171-1240)
Anna di Bisanzio, il cui nome di battesimo era Agnès di Francia (1171 – 1240), è stata un'imperatrice bizantina.
Basilissa dei Romei (Imperatrice d'Oriente) in quanto era moglie di Alessio II Comneno e, successivamente, di Andronico I Comneno e di Teodoro Brana.

## Biografia
Per riallacciare i legami con l'occidente la madre di Alessio II, Maria, pensò di far sposare il figlio - che aveva solo dieci anni - con la principessa francese Agnese, figlia di Luigi VII di Francia (1137-1180).
Costei arrivò a Costantinopoli nell'estate del 1179, portata da una flotta di navi genovesi sotto il capitanato di Baldovino Guercio. Nel 1180 furono celebrate le nozze tra Alessio II Comneno e Agnese.
Quando, nel 1183, Alessio II fu spodestato e poi assassinato da Andronico I Comneno, la giovane fu obbligata ad andare sposa a questi. L'evento fu aspramente criticato dallo storico Niceta Coniata, che ebbe dure parole per Andronico. Nel 1193 divenne l'amante di Teodoro Brana, che era signore di Adrianopoli, e successivamente lo sposò. Morì nel 1240.

## Ascendenza
|                         |                     |                            | Genitori                  |  |  | Nonni |  |  | Bisnonni             |  |  | Trisnonni           |  |
|                         |                     |                            |                           |  |  |       |  |  | Filippo I di Francia |  |  | Enrico I di Francia |  |
|                         |                     |                            |                           |  |  |       |  |  | Filippo I di Francia |  |  | Enrico I di Francia |  |
|                         |                     | Anna di Kiev               |                           |  |  |       |  |  | Filippo I di Francia |  |  |                     |  |
| Luigi VI di Francia     |                     |                            |                           |  |  |       |  |  | Filippo I di Francia |  |  |                     |  |
|                         |                     | Berta d'Olanda             | Fiorenzo I d'Olanda       |  |  |       |  |  |                      |  |  |                     |  |
|                         |                     | Berta d'Olanda             | Fiorenzo I d'Olanda       |  |  |       |  |  |                      |  |  |                     |  |
|                         |                     | Berta d'Olanda             | Gertrude Billung          |  |  |       |  |  |                      |  |  |                     |  |
| Luigi VII di Francia    |                     | Berta d'Olanda             |                           |  |  |       |  |  |                      |  |  |                     |  |
|                         |                     | Umberto II conte di Savoia | Amedeo II di Savoia       |  |  |       |  |  |                      |  |  |                     |  |
|                         |                     | Umberto II conte di Savoia | Amedeo II di Savoia       |  |  |       |  |  |                      |  |  |                     |  |
|                         |                     | Umberto II conte di Savoia | Giovanna di Ginevra       |  |  |       |  |  |                      |  |  |                     |  |
| Adelaide di Savoia      |                     | Umberto II conte di Savoia |                           |  |  |       |  |  |                      |  |  |                     |  |
|                         |                     | Giselle di Borgogna        | Guglielmo I di Borgogna   |  |  |       |  |  |                      |  |  |                     |  |
|                         |                     | Giselle di Borgogna        | Guglielmo I di Borgogna   |  |  |       |  |  |                      |  |  |                     |  |
|                         |                     | Giselle di Borgogna        | Etiennette de Longuy      |  |  |       |  |  |                      |  |  |                     |  |
| Agnese di Francia       |                     | Giselle di Borgogna        |                           |  |  |       |  |  |                      |  |  |                     |  |
|                         | Stefano II di Blois | Tebaldo III di Blois       |                           |  |  |       |  |  |                      |  |  |                     |  |
|                         | Stefano II di Blois | Tebaldo III di Blois       |                           |  |  |       |  |  |                      |  |  |                     |  |
|                         | Stefano II di Blois | Gersenda del Maine         |                           |  |  |       |  |  |                      |  |  |                     |  |
| Tebaldo II di Champagne | Stefano II di Blois |                            |                           |  |  |       |  |  |                      |  |  |                     |  |
|                         |                     | Adele d'Inghilterra        | Guglielmo I d'Inghilterra |  |  |       |  |  |                      |  |  |                     |  |
|                         |                     | Adele d'Inghilterra        | Guglielmo I d'Inghilterra |  |  |       |  |  |                      |  |  |                     |  |
|                         |                     | Adele d'Inghilterra        | Matilde delle Fiandre     |  |  |       |  |  |                      |  |  |                     |  |
| Adèle di Champagne      |                     | Adele d'Inghilterra        |                           |  |  |       |  |  |                      |  |  |                     |  |
|                         |                     | Enghelberto II d'Istria    | Enghelberto I d'Istria    |  |  |       |  |  |                      |  |  |                     |  |
|                         |                     | Enghelberto II d'Istria    | Enghelberto I d'Istria    |  |  |       |  |  |                      |  |  |                     |  |
|                         |                     | Enghelberto II d'Istria    | Hedwig di Eppenstein      |  |  |       |  |  |                      |  |  |                     |  |
| Matilda di Carinzia     |                     | Enghelberto II d'Istria    |                           |  |  |       |  |  |                      |  |  |                     |  |
|                         |                     | Uta di Passau              | Ulrich I, conte di Passau |  |  |       |  |  |                      |  |  |                     |  |
|                         |                     | Uta di Passau              | Ulrich I, conte di Passau |  |  |       |  |  |                      |  |  |                     |  |
|                         |                     | Uta di Passau              | Adelaide di Frantenhausen |  |  |       |  |  |                      |  |  |                     |  |
|                         |                     | Uta di Passau              |                           |  |  |       |  |  |                      |  |  |                     |  |